# Parysów (gromada)
Parysów – dawna gromada, czyli najmniejsza jednostka podziału terytorialnego Polskiej Rzeczypospolitej Ludowej w latach 1954–1972.
Gromady, z gromadzkimi radami narodowymi (GRN) jako organami władzy najniższego stopnia na wsi, funkcjonowały od reformy reorganizującej administrację wiejską przeprowadzonej jesienią 1954 do momentu ich zniesienia z dniem 1 stycznia 1973, tym samym wypierając organizację gminną w latach 1954–1972.
Gromadę Parysów z siedzibą GRN w Parysowie utworzono – jako jedną z 8759 gromad na obszarze Polski – w powiecie garwolińskim w woj. warszawskim, na mocy uchwały nr VI/10/2/54 WRN w Warszawie z dnia 5 października 1954. W skład jednostki weszły obszary dotychczasowych gromad Łukowiec, Parysów i Starowola oraz wieś Choiny Stare i kolonie Choiny A, Choiny B, Dąbrowa C, Dąbrowa B i Obręb z dotychczasowej gromady Choiny ze zniesionej gminy Parysów w powiecie garwolińskim, a także obszar dotychczasowej gromady Kozłów ze zniesionej gminy Wielgolas w powiecie mińskim (woj. warszawskie). Dla gromady ustalono 27 członków gromadzkiej rady narodowej.
31 grudnia 1959 do gromady Parysów przyłączono wieś i kolonię Stodzew ze znoszonej gromady Starogród w powiecie mińskim w tymże województwie.
31 grudnia 1961 do gromady Parysów włączono wsie Poschła i Żabieniec ze zniesionej gromady Trąbki oraz wieś Wola Starogrodzka ze zniesionej gromady Wola Starogrodzka w tymże powiecie.
Gromada przetrwała do końca 1972 roku, czyli do kolejnej reformy gminnej. 1 stycznia 1973 w powiecie garwolińskim reaktywowano gminę Parysów.